# Bulevard cu mesteceni lângă La Celle-Saint-Cloud
Bulevard cu mesteceni lângă La Celle-Saint-Cloud este o pictură pre-impresionistă realizată de Alfred Sisley din 1865 în pădurile de la La Celle-Saint-Cloud. A fost refuzată de Salonul de la Paris din 1867 și cumpărat de Jean-Baptiste Faure în 1877. A fost achiziționat în 1919 de Joseph Duveen, care în 1921 l-a cedat către Petit Palais, unde se află și azi.